# LaMonte Ulmer
LaMonte Ulmer, né le 17 septembre 1986 à New Haven au Connecticut, est un joueur américain de basket-ball. Il évolue au poste d'ailier.

## Biographie
Au mois de mai 2020, il s'engage avec Orléans pour la saison 2020-2021 de Jeep Élite.
Le 5 août 2021, il prolonge l'aventure avec Orléans pour une saison supplémentaire en Betclic Élite.
À la suite de la descente avec l'Orléans Loiret Basket en Pro B, son contrat ne sera pas prolongé.